# Dichodiplosis langeni
Dichodiplosis langeni är en tvåvingeart som beskrevs av Rubsaamen 1910. Dichodiplosis langeni ingår i släktet Dichodiplosis och familjen gallmyggor. Inga underarter finns listade i Catalogue of Life.